# Wang Hee-kyung
Wang Hee-kyung   (16 de juliol de 1970) és una ex-tiradora amb arc sud-coreana que va competir durant la dècada de 1980.
El 1988 va prendre part en els Jocs Olímpics de Seül, on va disputar dues proves del programa de tir amb arc. Va guanyar la medalla d'or en la competició per equips, formant equip amb Kim Soo-Nyung i Yun Young-Sook, i la de plata en la prova individual. En el seu palmarès també destaca una medalla d'or i dues de plata al Campionat del món de tir amb arc.